# Mădălin Hodor
Mădălin Hodor (n. 1977, Roznov, România) este un istoric și cercetător român. 

## Biografie
În anul 1999 a absolvit Facultatea de Istorie a Universității „Alexandru Ioan Cuza” din Iași, unde a realizat studii postuniversitare aprofundate cu specializarea în istorie medievală universală.
Din anul 2000 este funcționar în cadrul Direcției Investigații a Consiliului Național pentru Studierea Arhivei Securității (CNSAS).
Din luna martie 2021, Mădălin Hodor are și o activitate didactică în cadrul Academiei Naționale de Informații „Mihai Viteazul”, instituție de învățământ superior din cadrul Serviciului Român de Informații, în programul postuniversitar de educație permanentă „Democrație și totalitarism”.

## Activitate profesională
Ca funcționar în cadrul CNSAS acesta a documentat recrutarea lui Victor Atanasie Stănculescu; mecanismele generatoare de panică și dispersarea demonstranților de la mitingul organizat de Nicolae Ceaușescu în 21 decembrie 1989 din Piața Palatului; deconspirarea colaboratorilor notabili ai Securității (lucrători, nomenclaturiști și militari), acțiuni secrete aferente și activitatea ulterioară Revoluției din 1989; confiscarea averilor de către regimul comunist; traseul tranzacțiilor externe ale regimului și ajungerea în posesia unor personalități.
De asemenea, a sesizat public campaniile de dezinformare, realizate inclusiv prin cercetările anumitor angajați ai Direcției Cercetare CNSAS, cu privire la distincția falsă între părțile poliției politice românești, „rea” și o alta „bună” și riscurile privind avizarea în 2018 a lui Cazimir Ionescu ca membru al Colegiului CNSAS de către Parlament.
În 2018 a publicat o listă în care figurau intelectuali, actuale personalități, care colaborau la nivelul lui mai 1985 cu unitatea Securității care supraveghea emigrația românească, fiind sancționat de către CNSAS prin reținerea unor drepturi salariale și anularea acreditărilor. În 2020 instanța a motivat decizia în favoarea acestuia.
Și-a manifestat interesul pentru comasarea, punerea la dispoziție și accesul liber a arhivelor în prezent aflate, fragmentat, în posesia Serviciului Român de Informații, Serviciului de Informații Externe, Ministerului Justiției, Ministerului de Interne, Ministerului Apărării Naționale și Arhivelor Naționale.
În 21 decembrie 2019, împreună cu mai mulți activiști, a adresat lui Klaus Iohannis în funcția de Președinte al României, o scrisoare deschisă prin care se solicita sprijinul pentru repararea nedreptăților istorice asupra victimelor Revoluției.
Mădălin Hodor și-a exprimat public sprijinul față de Lucian Bode, ministrul Afacerilor Interne, în a cărui teză de doctorat au fost descoperite pasaje copiate integral din articole din Wikipedia, ediția în limba engleză.

## Publicații
- Cadrele Securității, 1948-1989
- Istoria spionajului românesc de la Al Doilea Război Mondial la Revoluția din Decembrie 1989
- Revoluția Română din Decembrie 1989
- Trăgători și mistificatori. Contrarevoluția Securității în decembrie 1989, Andrei Ursu, Roland O. Thomasson, Mădălin Hodor, Editura Polirom, 2019

## Controverse
Activitatea publică a lui Mădălin Hodor a fost însoțită de o serie de controverse reflectate în presă și în spațiul public românesc.
Potrivit unor articole publicate pe site-ul Podul.ro, Hodor, care a fost doctorand la Academia Națională de Informații a SRI, ar fi beneficiat de sprijin politic din partea Partidului Național Liberal pentru a accede în funcții-cheie, cum ar fi cea de conducere în cadrul CNSAS.
Mai mulți jurnaliști și comentatori, printre care și Marius Oprea, au exprimat critici dure la adresa pozițiilor publice exprimate de Hodor în legătură cu Securitatea și cu victimele represiunii comuniste. Într-un articol publicat în Mediafax, Oprea afirmă că „Securitatea a reînviat” și acuză indirect pe Hodor și alți istorici afiliați CNSAS că ar relativiza suferințele victimelor comunismului.
În urma unei emisiuni TVR din 2023, mai mulți jurnaliști au declarat că au fost jigniți de către Mădălin Hodor și alți invitați, printre care Mihai Demetriade și Florin Iaru. Potrivit relatărilor din presă, replicile acestora ar fi inclus remarci peiorative la adresa celor care critică modul în care este tratată memoria represiunii comuniste în spațiul public.
Potrivit unor foști deținuți politici, Hodor și colegul său Mihai Demetriade ar fi „relativizat genocidul comunist” și ar fi exprimat opinii care preiau „teorii ale Securității”, fapt pentru care s-a cerut în mai multe rânduri demiterea lor din CNSAS.
Hodor a fost de asemenea criticat pentru pozițiile exprimate public în apărarea unor figuri politice controversate, cum ar fi Lucian Bode și Nicolae Ciucă, în contextul acuzațiilor de plagiat. În replică, Hodor a afirmat că atacurile împotriva acestor figuri ar fi motivate politic.
Hodor nu a răspuns public punctual tuturor acestor acuzații, însă în alte declarații a susținut că munca sa de cercetare este documentată, bazată pe arhive și că urmărește o interpretare riguroasă a trecutului comunist.